# Malejew
Malejew (Maleevus) – rodzaj dinozaura z grupy ankylozaurów.(Ankylosauria). Został nazwany na cześć radzieckiego paleontologa Jewgienija Malejewa przez Tumanową w 1987.
Żył w okresie późnej kredy (ok. 93–73 mln lat temu) na terenach centralnej Azji. Długość ciała ok. 5-6 m, wysokość ok. 1,5 m, masa ok. 1 t. Jego szczątki znaleziono w Mongolii.